# Festa de Iaci
A Festa de Iaci ou Jaci, ou 'Festa da Lua', segundo o folclore brasileiro, era uma festa realizada pelas Icamiabas uma vez ao ano para receber os homens Guacaris para uma noite de magia e amor. A festa é narrada no livro Macunaíma, de Mário de Andrade, de 1928.

## O Início
A Lenda Sagrada de Izí diz que era punido com morte toda mulher que tocasse num armamento de guerra ou caça, ou instrumentos utilizados em festas secretas. Essa opressão gera um misto de curiosidade e indignação no sexo feminino. Creditando às índias uma audácia crescente do proibido, algumas se rebelam, tomam o arco e a flecha para si, com as lanças matam seus filhos varões, com facas cortam seus cabelos e lançam os fios ao chão, e partem, enfim, abandonando seus afazeres domésticos. Depois de muito andar, atravessar precipícios, vencer rios e cortar a floresta densa, encontram um recanto do paraíso onde múltiplas orquídeas desabrocham celebrando sua chegada. Ali creem ter sido a morada de Iaci, a Lua, Mãe dos Lagos e Enfermeira dos Corações Doentes. Nomeiam o local de Iaci-Taperê (Serra da Lua), chamada também de Serra de Itacamiaba, de onde vem o nome da tribo, e lá construíram seu reino, autointitulando-se Icamiabas. Abaixo da serra há um lago que batizam Iaci-Uaru (Espelho da Lua).

## O Encontro
Ao retornar da caça, os índios caçadores encontram suas casas como acima descrito e assim sentem grande pesar, surpresa e arrependimento. Partem então desesperados à procura das fugitivas de sua tribo. Igualmente às mulheres, passam por grandes desafios, barreiras, encostas, rios e perigos até chegarem a Iaci-Taperê. São recebidos com grande hostilidade e violência pelas mulheres, que os expulsam. Sem ter para onde ir permanecem às margens do Iaci-Uaru, até que a grande Iaci surge com toda sua glória no céu. É quando as mulheres decidem dar uma chance aos homens, desde que passem pela Jornada Expiatória.

## Jornada Expiatória
Antes das tais festas do amor, havia a jornada expiatória ao lago do Espelho da Lua, tão belo quanto misterioso e oculto da profanação dos homens. Reunidas em torno do Lago Sagrado, as Icamiabas, nas noites de certas fases lunares, provavelmente na Lua Cheia ou Quarto Crescente, celebravam a festa de Iaci, a Lua, a mãe querida e temerosa das filhas selvagens, e a "Mãe do Muiraquitã", que habitava o fundo da referida lagoa. Iaci subia, então, aos céus, no meio da imensidade do sertão amazônico, através dos cantos, que nenhum homem pode ouvir, nem jamais ouvirá.
O óleo balsâmico do umiri e fina essência do molongó alcançavam os ares como uma oblação aromal à deusa das noites serenas, que tece cuidadosamente com seus raios de prata os filtros misteriosos, os invisíveis amores e as germinações.
Maceradas de longas vigílias e de flagelações, as filhas de Iaci caíam em êxtase antes de obter a purificação suprema das águas cristalinas do Espelho da Lua, em cujo fundo se visualizavam as pedras verdes.

## Muiraquitã
Quando, às horas mortas, a face da lua refletia bem clara na superfície polida do seu líquido espelho, então as amazonas mergulhavam nas águas e recebiam das mãos da Mãe dos Muiraquitãs as pedras verdes como penhor da sua consagração, o presente dessas jóias sagradas. Antes de expostas ao ar e à luz do sol, dos quais recebiam a sua dureza e consistência, eram os muiraquitãs como barro e assim tomavam do capricho das amazonas, que afeiçoavam à sua guisa, as mais bizarras formas: qual de uma flor, uma rã ou ainda a cabeça de uma fera.

## Fim da Festa
Ao fim da festa as Icamiabas, junto de seus pretendentes, dirigiam-se às suas tendas para aliviar o fogo que os queimava por um ano. No dia seguinte os homens eram novamente expulsos. Aquelas que geravam meninas mantinham suas crias como novas Icamiabas, porém as que pariam varões entregavam-nos aos cuidados dos homens na festa do ano seguinte para que se tornassem caçadores e guerreiros Guacaris, porém longe dos braços de Iaci.